# Markus Mohren
Markus Mohren (* 11. März 1961) ist ein ehemaliger deutscher Fußballspieler.

## Karriere
Markus Mohren spielte drei Jahre in der Bundesliga bei Borussia Mönchengladbach. In seinem ersten Jahr der Saison 1980/81 blieb er ohne Einsatz. Sein Debüt in der ersten Liga folgte im zweiten Jahr, als er am 30. März 1982, dem 26. Spieltag der Saison, im Auswärtsspiel bei Eintracht Frankfurt in der 80. Minute von seinem Trainer Jupp Heynckes eingewechselt wurde. Nach der Saison 1982/83 kehrte Mohren dem Profisport den Rücken zu; er blieb dem Fußball aber verbunden. Als Amateur spielte Mohren noch in der Oberliga Nordrhein für Olympia Bocholt und den 1. FC Viersen.

## Nationalmannschaft
Mohren spielte 13 mal für die Deutsche A-Jugendnationalmannschaft. Er gewann mit ihr 1979 das Jugendturnier in Taschkent und nahm am UEFA-Juniorenturnier, dem Vorgänger der U-18-Europameisterschaft, in Österreich teil.

## Sonstiges
Nach seiner Karriere als Profi absolvierte er eine Ausbildung zum Bürokaufmann und studierte BWL.